# Ángel Rosenblat
Ángel Rosenblat (* 9. Dezember 1902 in Węgrów; † 11. September 1984 in Caracas) war ein argentinischer und venezolanischer Romanist und Hispanist polnischer Herkunft.

## Leben und Werk
Rosenblat kam mit sechs Jahren nach Argentinien. Er studierte in Buenos Aires bei Amado Alonso und Pedro Henríquez Ureña, ferner von 1931 bis 1933 in Berlin. Von 1933 bis 1936 forschte er im Centro de Estudios Históricos bei Ramón Menéndez Pidal in Madrid. 1946 ging er nach Caracas und besetzte 1947 an der von Mariano Picón Salas (1901–1965) begründeten Fakultät der Universidad Central de Venezuela den ersten Lehrstuhl für Spanisch und Latein. 1950 nahm er die venezolanische Staatsbürgerschaft an.
2010 wurde Rosenblat in Węgrów ein Denkmal errichtet.

## Werke

### Zu Lebzeiten
- (Hrsg. und Übersetzer mit Amado Alonso) Aurelio M. Espinosa, Estudios sobre el español de Nuevo Méjico, 2 Bde., Buenos Aires 1930, 1946
- La lengua y la cultura de Hispanoamérica. Tendencias lingüístico-culturales,  Jena 1933, Lima 1960, Caracas 1962 (französisch Paris 1951)
- (Hrsg.) Antonio de Guevara, Reloj de príncipes y Libro de Marco Aurelio, Madrid 1936
- (Hrsg.) Amadís de Gaula, Buenos Aires 1940, 1963, Madrid 1973, 1987, 1991
- (Hrsg.) Garcilaso de la Vega, Comentarios reales de los incas, Buenos Aires 1943
- La población indígena de América, desde 1492 hasta la actualidad, Buenos Aires 1945 (ursprünglich Madrid 1935, in: Tierra Firme I, S. 115–127; 1/2: 117–148; I/3: 109–141);  u. d. T. La población indígena y el mestizaje en América, 2 Bde., Buenos Aires 1954
- (Hrsg.) Pedro Sarmiento de Gamboa, Viajes al Estrecho de Magallanes (1579–1584). Recopilación de sus relaciones sobre los dos viajes al Estrecho y de sus cartas y memoriales,  Buenos Aires 1950
- Buenas y malas palabras en el castellano de Venezuela, Caracas 1956, 5. Auflage 1978
- Ortega y Gasset. Lengua y estilo, Caracas 1958
- El castellano de España y el castellano de América. Unidad y diferenciación, Caracas 1962, 1965, Montevideo 1968, Madrid 1970
- La educación en Venezuela. Voz de alerta, Caracas 1964, 2. Auflage 1978
- La primera visión de América y otros estudios, Caracas 1965, 1969
- La población de América en 1492. Viejos y nuevos cálculos, México 1967
- Lengua literaria y lengua popular en América, Caracas 1969
- La lengua del "Quijote", Madrid 1971, 1978, 1995
- Nuestra lengua en ambos mundos, Madrid 1971
- Actuales normas ortográficas y prosódicas de la Academia Española, Madrid 1974
- Sentido mágico de la palabra y otros estudios, Caracas 1977
- Los conquistadores y su lengua, Caracas 1977
- (Hrsg.) El habla culta de Caracas. Materiales para su estudio, Caracas 1979

### Postum
- Estudios sobre el español de América, Caracas 1990
- Estudios dedicados a la Argentina, Caracas 1991
- Ensayos diversos, Caracas 1997
- El español de América, hrsg. von María Josefina Tejera, Caracas 2002
- Buenas y malas palabras. Una selección, Caracas 2007